# Cornelius Marius Kan
Cornelius Marius Kan (Groningen, 18 de març de 1837 - Utrecht?, 22 de març 1919) va ser un geògraf neerlandès, primer catedràtic en geografia als Països Baixos. Cornelius Marius Kan va estudiar lletres clàssiques a la Universitat de Groninga i es va diplomar amb una tesi sobre l'escriptor grec Euhemerus. Va dirigir els instituts de Winschoten i després de Middelburg entre 1858 i 1866, abans d'acceptar una posició arran de la demanda del polític Johan Thorbecke com a professor d'història i geografia a una escola secundària d'Utrecht. El 1873 amb alguns companys va fundar una societat geogràfica, la "Aardrijkskundig Genootschap" (que es digué més tard "Koninklijk Nederlands Aardrijkskundig Genootschap", o sigui en català: Societat reial geogràfica neerlandesa). Tot i que es va jubilar de la universitat el 1907, encara romangué influent a l'àmbit científic; així va declarar que s'havia de dividir en dos àmbits el seu ensenyament, mesura que es va aplicar als seus successors, ja que el paleontòleg Eugène Dubois va esdevenir professor de geografia física mentre que l'etnòleg i sociòleg Sebald Rudolf Steinmetz es va fer càrrec de l'aspecte social de l'antiga feina de Kan. Va publicar Handleiding bij de beoefening der economische aardrijkskunde of vergelijking der landen als staten op aardrijkskundigen grondslag’ (1912)